# Nebria
Genre

Nebria est un genre de coléoptères de la famille des Carabidae.
Il occupe une grande partie de la zone tempérée froide de l’hémisphère boréal. Le nombre des espèces connues s’élève à 484 à fin 2005, mais le recensement est loin d’être terminé et de nouvelles espèces sont régulièrement découvertes en Asie notamment.
Au niveau mondial, 27 sous-genres ont été reconnus dont 11 sont représentés en Europe, avec un total de 91 espèces.

## Liste des espèces
- Alpaeonebria Csiki, 1946
  - Nebria bissenica Bielz, 1887
  - Nebria bosnica Ganglbauer, 1889
  - Nebria bremii Germar, 1831
  - Nebria currax Wollaston, 1864
  - Nebria dilatata Dejean, 1831
  - Nebria exul Peyerimhoff, 1910
  - Nebria fasciatopunctata Miller, 1850
  - Nebria fuscipes Fuss, 1850
  - Nebria ganglbaueri Apfelbeck, 1905
  - Nebria germarii Heer, 1837
  - Nebria hybrida Rottenberg, 1874
  - Nebria kocheri Verdier, 1953
  - Nebria merditana Apfelbeck, 1906
  - Nebria quezeli Verdier, 1953
  - Nebria reichii Dejean, 1826
  - Nebria reitteri Rybinski, 1902
  - Nebria rhilensis Frivaldszky, 1879
  - Nebria velebiticola Reitter, 1902
- Asionebria Shilenkov, 1982
  - Nebria hiekei Shilenkov, 1982
  - Nebria orientalis Banninger, 1949
  - Nebria pharina Andrewes, 1929
  - Nebria roborowskii Semenov, 1889
  - Nebria unguinosa Ledoux, Roux & Sciaky, 1994
- Boreonebria Jeannel, 1937
  - Nebria baicalica Motschulsky, 1844
  - Nebria bargusinica Shilenkov, 1999
  - Nebria biseriata Lutshnik, 1915
  - Nebria chasli Fairmaire, 1886
  - Nebria crassicornis Van Dyke, 1925
  - Nebria daisetsuzana Ueno, 1952
  - Nebria derkraatzi Oberthur, 1883
  - Nebria dolicapax Ledoux & Roux, 1992
  - Nebria fallaciosa Ledoux & Roux, 1992
  - Nebria frigida Sahlberg, 1844
  - Nebria genei Gene, 1839
  - Nebria gouleti Kavanaugh, 1979
  - Nebria gyllenhali (Schonherr, 1806)
  - Nebria heegeri Dejean, 1826
  - Nebria hudsonica LeConte, 1863
  - Nebria klapperichi Banninger, 1955
  - Nebria lacustris Casey, 1913
  - Nebria latior Ledoux & Roux, 1992
  - Nebria liae Ledoux & Roux 2007
  - Nebria marginata Ledoux & Roux, 1995
  - Nebria mathildae Ledoux & Roux, 2001
  - Nebria nivalis (Paykull, 1798)
  - Nebria pawlowskii Shilenkov, 1983
  - Nebria pazi Seidlitz, 1867
  - Nebria rubrofemorata Shilenkov, 1975
  - Nebria schrenckii Gebler, 1843
  - Nebria simulator Banninger, 1933
  - Nebria sochondensis Shilenkov, 1999
  - Nebria subaerea Banninger, 1921
  - Nebria subdilatata Motschulsky, 1844
  - Nebria suvorovi Shilenkov, 1976
  - Nebria uralensis Glasunov, 1901
  - Nebria wutaishanensis Shilenkov & Dostal, 1983
- Catonebria Shilenkov, 1975
  - Nebria aenea Gebler, 1825
  - Nebria arinae Dudko & Shilenkov, 2001
  - Nebria baenningeri Dudko & Shilenkov, 2001
  - Nebria baicalopacifica Dudko & Shilenkov, 2006
  - Nebria banksi Crotch, 1871
  - Nebria calva Kavanaugh, 1984
  - Nebria carri Kavanaugh, 1979
  - Nebria catenata Casey, 1913
  - Nebria catenulata Fischer von Waldheim, 1820
  - Nebria fulgida Gebler, 1847
  - Nebria gebleri Dejean, 1831
  - Nebria holzunensis Dudko & Shilenkov, 2006
  - Nebria ingens Horn, 1870
  - Nebria kincaidi Schwarz, 1900
  - Nebria labontei Kavanaugh, 1984
  - Nebria meanyi Van Dyke, 1925
  - Nebria mellyi Gebler, 1847
  - Nebria metallica Fischer von Waldheim, 1822
  - Nebria ovipennis LeConte, 1878
  - Nebria pektusanica Horvatovich, 1973
  - Nebria piperi Van Dyke, 1925
  - Nebria piute Erwin & Ball, 1972
  - Nebria praedicta Kavanaugh & Schoville, 2009
  - Nebria purpurata LeConte, 1878
  - Nebria roddi Dudko & Shilenkov, 2001
  - Nebria sajana Dudko & Shilenkov, 2001
  - Nebria scaphelytra Kavanaugh & Shilenkov, 1996
  - Nebria schwarzi Van Dyke, 1925
  - Nebria sierrablancae Kavanaugh, 1984
  - Nebria spatulata Van Dyke, 1925
  - Nebria splendida Fischer von Waldheim, 1844
  - Nebria steensensis Kavanaugh, 1984 USA
  - Nebria suensoni Shilenkov & Dostal, 1983
  - Nebria trifaria LeConte, 1878
  - Nebria vandykei Banninger, 1928
- Eonebria Semenov & Znojko, 1928
  - Nebria agilis Ledoux & Roux, 1996
  - Nebria amabilis Ledoux, Roux & Sawada, 1991
  - Nebria archastoides Ledoux & Roux, 1997
  - Nebria armata Ledoux & Roux, 1999
  - Nebria augustini Ledoux & Roux, 2000
  - Nebria bodpaica Ledoux & Roux, 1998
  - Nebria bowashanensis Janata & Mikyska 2009
  - Nebria cathaica Sciaky & Pavesi, 1994
  - Nebria cavazzutii Ledoux & Roux, 2005
  - Nebria celata Ledoux & Roux, 1999
  - Nebria civilis Ledoux & Roux, 1998
  - Nebria compacta Ledoux & Roux, 1999
  - Nebria conjuncta Ledoux & Roux, 1996
  - Nebria coruscans Ledoux & Roux, 2005
  - Nebria cursitans Ledoux & Roux, 1998
  - Nebria delectabilis Ledoux & Roux, 1995
  - Nebria delineata Ledoux & Roux, 1998
  - Nebria djakonovi Semenov & Znojko, 1928
  - Nebria fairmairei Ledoux & Roux, 1992
  - Nebria flexuosa Ledoux & Roux, 1995
  - Nebria funerea Ledoux & Roux, 1992
  - Nebria gemina Ledoux, Roux & Wrase, 1996
  - Nebria globulosa Ledoux & Roux, 1996
  - Nebria gratiosa Ledoux & Roux, 1998
  - Nebria guttulata Ledoux & Roux, 2000
  - Nebria helianta Ledoux & Roux, 2001
  - Nebria hollandei Ledoux & Roux, 1993
  - Nebria inexpectata Ledoux & Roux 2006
  - Nebria irrorata Ledoux & Roux, 1995
  - Nebria jugosa Ledoux & Roux, 1998
  - Nebria komarovi Semenov & Znojko, 1928
  - Nebria kryzhanovskii Shilenkov, 1982
  - Nebria kubaniana Ledoux & Roux, 1998
  - Nebria kurentzovi Lafer, 1989
  - Nebria lenis Ledoux & Roux, 1995
  - Nebria lingulata Janata & Mikyska 2009
  - Nebria longilingua Ledoux & Roux, 1991
  - Nebria lucidissima Sciaky & Pavesi, 1994
  - Nebria lucifer Ledoux & Roux, 1998
  - Nebria meissonnieri Ledoux & Roux 2008
  - Nebria memorabilis Ledoux & Roux, 1992
  - Nebria micans Ledoux & Roux, 1998
  - Nebria microphthalma Ledoux & Roux, 1998
  - Nebria mirkae Janata & Mikyska 2009
  - Nebria mucronata Ledoux & Roux, 1999
  - Nebria neglecta Ledoux & Roux 2008
  - Nebria negrei Ledoux & Roux, 1992
  - Nebria nigricans Ledoux & Roux, 2000
  - Nebria parvula Ledoux & Roux, 1995
  - Nebria parvulissima Ledoux & Roux, 1998
  - Nebria pilipila Ledoux & Roux 2006
  - Nebria plicata Ledoux & Roux, 1992
  - Nebria polita Ledoux, 1989
  - Nebria puella Ledoux & Roux, 1998
  - Nebria saensoni Shilenkov & Dostal, 1983
  - Nebria sciakyi Ledoux & Roux, 1996
  - Nebria setosa Ledoux & Roux, 1995
  - Nebria shatanica Ledoux & Roux, 2005
  - Nebria sifanica Semenov & Znojko, 1928
  - Nebria simplex Ledoux & Roux, 1996
  - Nebria simulatoria Ledoux & Roux, 1993
  - Nebria sphaerithorax Ledoux & Roux, 1999
  - Nebria spinosa Ledoux & Roux, 1995
  - Nebria stricta Ledoux & Roux, 1991
  - Nebria suavis Ledoux & Roux, 1996
  - Nebria ultima Ledoux & Roux, 1998
  - Nebria valida Ledoux & Roux, 1996
  - Nebria vicina Ledoux & Roux, 1999
  - Nebria vladiae Ledoux & Roux, 2005
  - Nebria wraseiana Ledoux & Roux, 1996
  - Nebria xiangchengica Janata & Mikyska 2009
- Epinebriola Daniel & Daniel, 1904
  - Nebria barbata Andrewes, 1929
  - Nebria businskyorum Ledoux & Roux, 1997
  - Nebria chitralensis Shilenkov & Heinz, 1988
  - Nebria christinae Huber & Schmidt, 2007
  - Nebria ganeshi Ledoux, 1984
  - Nebria kabakovi Shilenkov, 1982
  - Nebria laevistriata Ledoux & Roux, 1998
  - Nebria masrina Andrewes, 1924
  - Nebria meurguesae Ledoux, 1985
  - Nebria molendai Huber & Schmidt, 2007
  - Nebria noristanensis Ledoux, 1985
  - Nebria orestias Andrewes, 1932
  - Nebria oxyptera Daniel & Daniel, 1904
  - Nebria pindarica Andrewes, 1925
  - Nebria poplii Ledoux, 1984
  - Nebria praelonga Ledoux, 1985
  - Nebria rasa Andrewes, 1936
  - Nebria restricta Ledoux & Roux, 2005
  - Nebria rotundicollis Heinz & Ledoux, 1989
  - Nebria schawalleri Shilenkov, 1998
  - Nebria tangjelaenswis Shilenkov, 1998
  - Nebria zayula Andrewes, 1936
- Epispadias Ledoux & Roux, 1999
  - Nebria janschneideri Ledoux & Roux, 1999
- Eunebria Jeannel, 1937
  - Nebria aborana Andrewes, 1925
  - Nebria ambigua Glasunov, 1902
  - Nebria boiteli Alluaud, 1932
  - Nebria cameroni Andrewes, 1925
  - Nebria cinctella Andrewes, 1925
  - Nebria composita Ledoux & Roux, 1993
  - Nebria davatchii Morvan, 1974
  - Nebria decatrai Ledoux & Roux, 1996
  - Nebria ferganensis Shilenkov, 1982
  - Nebria fongondi Ledoux, 1981
  - Nebria grombczewskii Semenov, 1891
  - Nebria grumi Glasunov, 1902
  - Nebria haberhaueri Heyden, 1889
  - Nebria jarrigei Ledoux & Roux, 1991
  - Nebria jockischii Sturm, 1815
  - Nebria kirgisica Shilenkov, 1982
  - Nebria lewisi Bates, 1874
  - Nebria limbigera Solsky, 1874
  - Nebria merkliana Apfelbeck, 1904
  - Nebria mniszechii Chaudoir, 1854
  - Nebria nana Ledoux & Roux, 1996
  - Nebria nanshanica Shilenkov, 1982
  - Nebria nataliae Kabak & Putchkov, 1996
  - Nebria nigerrima Chaudoir, 1846
  - Nebria oberthueri Ledoux & Roux, 1991
  - Nebria panshiri Ledoux & Roux, 1997
  - Nebria perlonga Heyden, 1885
  - Nebria picicornis Fabricius, 1801
  - Nebria picta Semenov, 1891
  - Nebria plagiata Banninger, 1923
  - Nebria przewalskii Semenov, 1889
  - Nebria psammodes (Rossi, 1792)
  - Nebria psammophila Solsky, 1874
  - Nebria pulcherrima Bates, 1873
  - Nebria pulchrior Maindron, 1906
  - Nebria sublivida Semenov, 1889
  - Nebria talassica Shilenkov, 1982
  - Nebria tetungi Shilenkov, 1982
  - Nebria torosa Ledoux, Roux & Sciaky, 1994
  - Nebria tschatkalica Kabak & Shilenkov, 2001
  - Nebria uenoiana Habu, 1972
  - Nebria xanthacra Chaudoir, 1850
  - Nebria yunnana Banninger, 1928
- Eurynebria Ganglbauer, 1891
  - Nebria complanata (Linné, 1767)
- Falcinebria Ledoux & Roux, 2005
  - Nebria bousqueti Ledoux & Roux, 1993
  - Nebria formosana Habu, 1972
  - Nebria reflexa Bates, 1883
  - Nebria rougemonti Ledoux & Roux, 1988
  - Nebria taketoi Habu, 1962
  - Nebria tiani Ledoux & Roux, 2003
- Germarina' Jeanne, 1985
  - Nebria bremii (Germar, 1831)
- Nakanebria Ledoux & Roux, 2005
  - Nebria gibbulosa Motschulsky, 1860
  - Nebria kumgangi Shilenkov, 1983
  - Nebria kurosawai Nakane, 1960
  - Nebria paradisi Darlington, 1931
  - Nebria shibanaii Ueno, 1955
  - Nebria turmaduodecima Kavanaugh, 1981
- Nebria Latreille, 1802
  - Nebria adjarica Shilenkov, 1983
  - Nebria aetolica Apfelbeck, 1901
  - Nebria alpicola Motschulsky, 1865
  - Nebria andalusia Rambur, 1837
  - Nebria andarensis Bolivar y Pieltain, 1923
  - Nebria araschinica Reitter, 1892
  - Nebria arcensis Ledoux & Roux, 1990
  - Nebria asturiensis Bruneau de Mire, 1964
  - Nebria atlantica Oberthur, 1883
  - Nebria attemsi Apfelbeck, 1908
  - Nebria belloti Franz, 1954
  - Nebria bonellii Adams, 1817
  - Nebria brevicollis (Fabricius, 1792)
  - Nebria cameroni Andrewes, 1925
  - Nebria caucasica Menetries, 1832
  - Nebria chelmosensis Maran, 1944
  - Nebria cinctella Andrewes, 1925
  - Nebria commixta Chaudoir, 1850
  - Nebria dahilii Duftschmid, 1812
  - Nebria dejeanii Dejean, 1826
  - Nebria deuveiana Ledoux & Roux, 1990
  - Nebria elbursiaca Bodemeyer, 1927
  - Nebria elliptipennis Bates, 1874
  - Nebria fageticola Huber & Marggi, 2009
  - Nebria faldermanni Menetries, 1832
  - Nebria femoralis Chaudoir, 1843
  - Nebria finissima Ledoux & Roux, 1990
  - Nebria fischeri Faldermann, 1836
  - Nebria glacilicola Ledoux & Roux, 2001
  - Nebria gotschii Chaudoir, 1846
  - Nebria hellwigii Panzer, 1803
  - Nebria hemprichi Klug, 1832
  - Nebria heydenii Dejean, 1831
  - Nebria hikosana Habu, 1956
  - Nebria irregularis Jedlicka, 1965
  - Nebria korgei Jedlicka, 1965
  - Nebria kratteri Dejean, 1831
  - Nebria lafresnayei Audinet-Serville, 1821
  - Nebria leonensis Assmann, Wrase & Zaballos, 2000
  - Nebria macedonica Maran, 1938
  - Nebria mandibalaris Bates, 1872
  - Nebria mirabilis Ledoux & Roux, 1990
  - Nebria motschulskyi Chaudoir, 1846
  - Nebria olivieri Dejean, 1826
  - Nebria olympica Maran, 1938
  - Nebria patruelis Chaudoir, 1846
  - Nebria plagiata Banninger, 1923
  - Nebria pontica Ledoux & Roux, 1990
  - Nebria posthuma Daniel & Daniel, 1891
  - Nebria punctatostriata Schaufuss, 1876
  - Nebria retrospinosa Heyden, 1885
  - Nebria rousseleti Ledoux & Roux, 1988
  - Nebria rubripes Audinet-Serville, 1821
  - Nebria salina Fairmaire & Laboulbene, 1854
  - Nebria schlegelmilchi Adams, 1817
  - Nebria sevanenisis Shivenkov, 1983
  - Nebria sitiens Antoine, 1937
  - Nebria sobrina Schaufuss, 1862
  - Nebria speiseri Ganglbauer, 1891
  - Nebria storkani Maran, 1939
  - Nebria stricta Ledoux & Roux, 1991
  - Nebria tatrica Miller, 1859
  - Nebria taygetana Rottenberg, 1874
  - Nebria tenella Motschulsky, 1850
  - Nebria thonitida Ledoux & Roux, 1990
  - Nebria tibialis Bonelli, 1810
  - Nebria transsylvanica Germar, 1824
  - Nebria tristicula Reitter, 1888
  - Nebria turcica Chaudoir, 1843
  - Nebria verticalis Fischer von Waldheim, 1828
  - Nebria viridipennis Reitter, 1885
  - Nebria vseteckai Maran, 1938
  - Nebria vuillefroyi Chaudoir, 1866
  - Nebria walterheinzi Ledoux & Roux, 1990
- Nebriola Daniel, 1903
  - Nebria cordicollis Chaudoir, 1837
  - Nebria fontinalis fontinalis Daniel & Daniel, 1890
  - Nebria lariollei Germiny, 1865
  - Nebria laticollis Dejean, 1826
  - Nebria maritima Jeanne, 1976
  - Nebria morula Daniel & Daniel, 1891
  - Nebria pictiventris Fauvel, 1888
- Nebriorites Jeannel, 1941
  - Nebria gagates (Bonelli, 1810)
- Nippononebria Ueno, 1955
  - Nebria chalecola Bates, 1883
  - Nebria pusilla Ueno, 1955
  - Nebria sawadai Nakane, 1979
- Oreonebria Daniel, 1903
  - Nebria angustata Dejean, 1831
  - Nebria angusticollis Bonelli, 1810
  - Nebria atrata Dejean, 1826
  - Nebria austriaca Ganglbauer, 1889
  - Nebria boschi Winkler, 1949
  - Nebria castanea Bonelli, 1810
  - Nebria diaphana Daniel & Daniel, 1890
  - Nebria ligurica Daniel, 1903
  - Nebria lombarda Daniel & Daniel, 1890
  - Nebria macrodera Daniel, 1903
  - Nebria picea Dejean, 1826
  - Nebria raetzeri Banninger, 1932
  - Nebria schusteri Ganglbauer, 1889
- Orientonebria Shilenkov, 1975
  - Nebria coreica Solsky, 1875
- Paranebria Jeannel, 1937
  - Nebria livida (Linné, 1758)
  - Nebria macrogona Bates, 1873
  - Nebria shirahatai Habu, 1947
- Patrobonebria Banninger, 1923
  - Nebria assidua Huber & Schmidt, 2009
  - Nebria capillosa Ledoux & Roux, 1992
  - Nebria desgodinsi Oberthur, 1883
  - Nebria elegans Andrewes, 1925
  - Nebria himalayica Bates, 1889
  - Nebria pertinax Huber & Schmidt, 2009
- Pseudonebriola Ledoux & Roux, 1989
  - Nebria kaszabi Shilenkov, 1982
  - Nebria kerzhneri Shilenkov, 1982
  - Nebria medvedevi Shilenkov, 1982
  - Nebria murzini Ledoux & Roux, 2000
  - Nebria sajanica Banninger, 1932
  - Nebria saurica Shilenlkov, 1976
  - Nebria semenoviana Shilenkov, 1976
  - Nebria setulata Ledoux & Roux, 1995
  - Nebria stanislavi Dudko & Matalin, 2002
  - Nebria subaerea (Breit, 1914)
  - Nebria tekesensis Ledoux & Roux, 2005
  - Nebria tyschkanica Kryzhanovskij & Shilenkov, 1976
- Psilonebria Andrewes, 1923
  - Nebria superna Andrewes, 1923
- Reductonebria Shilenkov, 1975
  - Nebria acuta Lindroth, 1961
  - Nebria altaica Gebler, 1847
  - Nebria angustula Motschulsky, 1866
  - Nebria appalachia Darlington, 1931
  - Nebria arkansana Casey, 1913
  - Nebria carbonaria Eschscholtz, 1829
  - Nebria charlottae Lindroth, 1961
  - Nebria danmanni Kavanaugh, 1981
  - Nebria darlingtoni Kavanaugh, 1979
  - Nebria desolata Kavanaugh, 1971
  - Nebria diversa LeConte, 1863
  - Nebria eschscholtzi Menetries, 1844
  - Nebria georgei Kavanaugh 2008
  - Nebria gregaria Fischer von Waldheim, 1822
  - Nebria haida Kavanaugh, 1984
  - Nebria jeffreyi Kavanaugh, 1984
  - Nebria lituyae Kavanaugh, 1979
  - Nebria louisae Kavanaugh, 1984
  - Nebria lyelli Van Dyke, 1925
  - Nebria mannerheimi Fischer von Waldheim, 1828
  - Nebria navajo Kavanaugh, 1979
  - Nebria obliqua LeConte, 1866
  - Nebria ochotica Sahlberg, 1844
  - Nebria pallipes Say, 1823
  - Nebria sahlbergi Fischer von Waldheim, 1828
  - Nebria snowi Bates, 1883
  - Nebria suturalis LeConte, 1850
  - Nebria wallowae Kavanaugh, 1984
  - Nebria zioni Van Dyke, 1943
- Sadonebria Ledoux & Roux, 2005
  - Nebria asahina Sasakawa 2009
  - Nebria chinensis Bates, 1872
  - Nebria jakuchisana Sasakawa 2009
  - Nebria kiso Sasakawa 2009
  - Nebria mikawa Sasakawa 2009
  - Nebria nasuensis Sasakawa 2009
  - Nebria niitakana Kano, 1930
  - Nebria sadona Bates, 1883
  - Nebria saeviens Bates, 1883
  - Nebria tenuicaulis Sasakawa & Kubota 2006
  - Nebria trifida Sasakawa 2008
- Spelaeonebria Peyerimhoff, 1911
  - Nebria nudicollis Peyerimhoff, 1911
- Tyrrhenia Ledoux & Roux, 2005
  - Nebria apuana Busi & Rivalta, 1980
  - Nebria coiffaiti Ledoux, 1983
  - Nebria eugeniae Daniel, 1903
  - Nebria fulviventris Bassi, 1834
  - Nebria holtzi Daniel, 1903
  - Nebria lareyniei Fairmaire, 1858
  - Nebria oramarensis Shilenkov & Heinz, 1984
  - Nebria orsinii Villa & Villa, 1838
  - Nebria pennisii Magrini, 1987
  - Nebria peyerimhoffi Alluaud, 1923
  - Nebria reymondi Antoine, 1951
  - Nebria rubicunda (Quensel, 1806)
  - Nebria testacea Olivier, 1811
  - Nebria uluderensis Shilenkov & Heinz, 1984
  - Nebria vanvolxemi Putzeys, 1874
- Vancouveria Kavanaugh, 1995
  - Nebria altisierrae Kavanaugh, 1984
  - Nebria campbelli Kavanaugh, 1984
  - Nebria virescens Horn, 1870